# Ibn Hazm

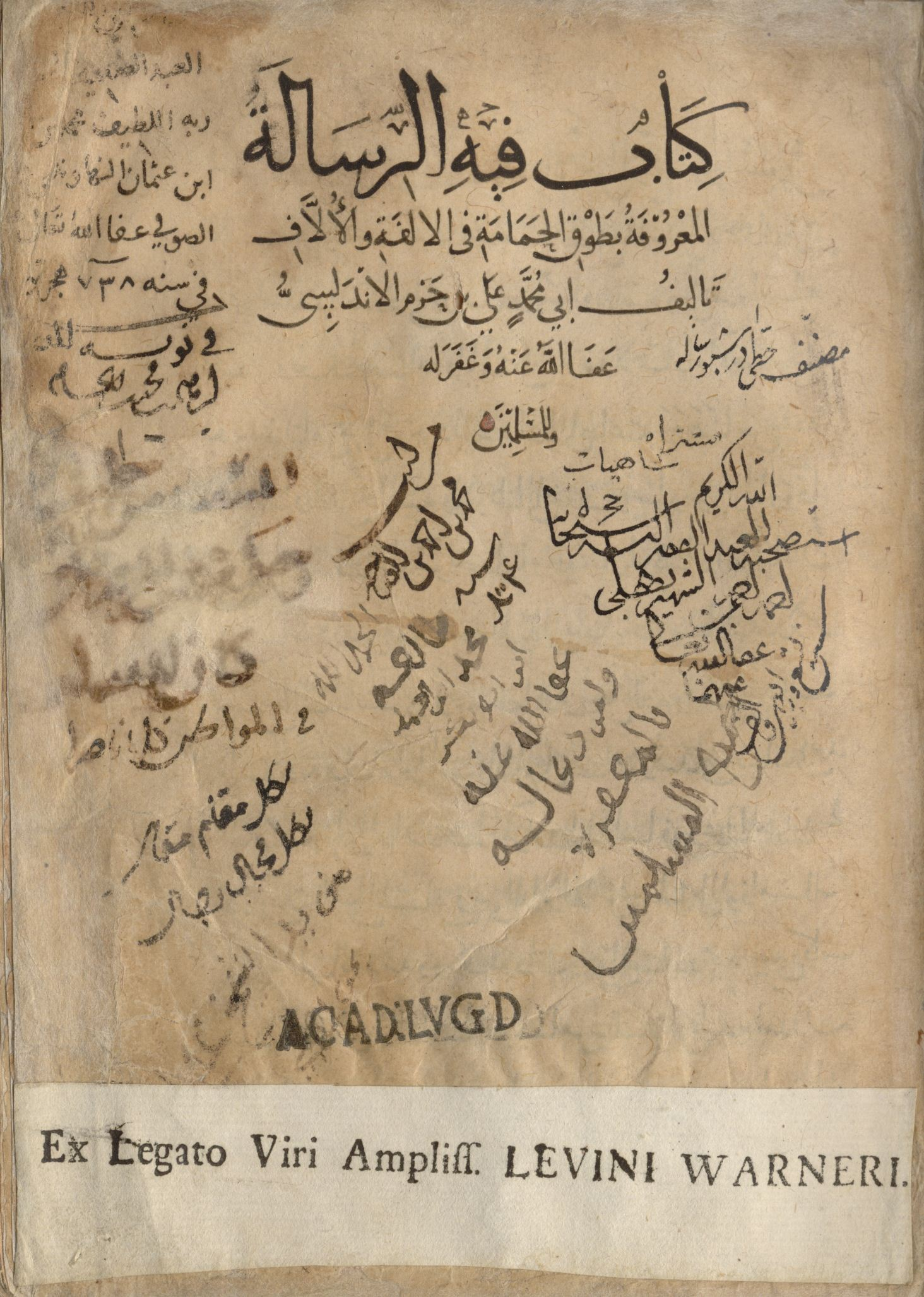
El collar de la paloma. Manuscrito de la biblioteca de Leiden.

Abu Muḥammad ʿAli ibn Aḥmad ibn Saʿīd ibn Ḥazm (árabe: أبو محمد علي بن احمد بن سعيد بن حزم), más conocido como Ibn Hazm, aunque también fue llamado entre los cristianos Abén Házam (Córdoba, 7 de noviembre de 994-Montíjar, Huelva, 15 de agosto de 1064) fue un filósofo, teólogo, historiador, narrador y poeta andalusí, considerado el «Padre de la Religión comparada». (456 AH Fue el único autor que dejó algunas indicaciones sobre los grupos tribales que pasaron a al-Ándalus en la época de la conquista. Sus antepasados fueron hispanos arabizados convertidos al islam.

## Biografía
Nació en los últimos años del siglo X y justo antes de la crisis que acabaría para siempre con el Califato de Córdoba. Provenía de una familia muladí que vivía de la explotación de una finca por Montíjar, cerca de Huelva. Su abuelo se trasladó a la capital califal en los tiempos en que la fama de esta descollaba por todo el mundo, aunque poco se sabe de él. En cambio, sí se sabe que su padre, Ahmad, fue un hombre culto y hábil, ya que, una vez que hubo entrado en el mundo político cordobés, se ganó la confianza tanto del califa como del visir, Almanzor, llegando a ser nombrado él mismo visir y tomando el mando cuando se ausentaba Almanzor. Así, su hijo 'Ali pasó su infancia en la corte cordobesa de al-Zahira.
Perteneciendo pues a la aristocracia cordobesa, vivió de primera mano el estallido de la guerra civil cordobesa, que quebró su apacible vida. La familia de 'Ali se situó de lado del bando legitimista Omeya, en contraposición de los que apoyaban el nuevo linaje amirí, el de su antiguo protector Almanzor, y ello produjo su caída en desgracia. En 1012 murió su padre Ahmad, y 'Ali tuvo que marcharse desterrado a Almería.
En Almería, acompañado por su amigo y correligionario Muhammad ibn Ishāq, se enfrentaron al gobernador cuando él cambió de bando y apoyó a un nuevo pretendiente, y acabaron desterrados de nuevo, esta vez en un pueblo llamado Aznalcázar. Estando allí, oyeron que un nuevo pretendiente Omeya estaba levantando un ejército en Játiva con el que reclamar de nuevo el Califato, así que se pusieron en camino para unirse a él. Este, bisnieto de Abderramán III llamado 'Abd al-Rahmān ibn Muhammad ibn 'Abd al-Malik, decidió atacar a los ziríes de Granada antes de llegar a la capital, y allí estos acabaron con su ejército. En esta batalla Ibn Hazm fue hecho prisionero. De ahí se retiró a Játiva, donde, contando unos 28 años, escribió El collar de la paloma.
En 1023 la ciudad de Córdoba eligió al nuevo Califa, tras la caída del Califato hammudí, siendo el elegido Abderramán V, que eligió como equipo gobernante a Ibn Hazm y su grupo de amigos, haciéndolos visires; antiguos aristócratas cordobeses, eran personas cultas y preparadas, pero sin embargo su gobierno no duró más de mes y medio, tiempo tras el cual el Califa fue ejecutado e Ibn Hazm puesto de nuevo en la cárcel.
A partir de ahí, nuestro 'Ali renunció definitivamente a la política para dedicarse por completo a los estudios jurídicos y teológicos. Abrazó la escuela zahirí, de la que daba cursos junto a su maestro Abū-l-Jiyār de Santarén en la Mezquita mayor de Córdoba hasta que en 1027 fue denunciado por el vulgo cordobés por contravenir la escuela malikí oficial. Desde ese momento renunció a la enseñanza y se dedicó a vagar por los distintos reinos de taifas como polemista y erudito. En 1039 se refugió durante un tiempo en Mallorca, protegido por un magnate. Mantuvo encendidas disputas con tantos otros sabios y reyezuelos de su época, entre otros, con al-Mutadid de Sevilla, que dio como fruto la quema de sus libros en la taifa sevillana, y que inspiró a Ibn Hazm sus famosos versos:

دعـوني من إحراقِ رَقٍّ وكـاغدٍ

         وقولوا بعلمٍ كي يرى الناسُ من يدري

فإن تحرقوا القرطاسَ لا تحرقوا الذي

          تضمّنه القرطاسُ، بـل هو في صدري

يـسيرُ معي حيث استقلّت ركائبي

        وينـزل إن أنـزل ويُدفنُ فـي قبري
Dejad de prender fuego a pergaminos y papeles,
y mostrad vuestra ciencia para que se vea quien es el que sabe.
Y es que aunque queméis el papel
nunca quemaréis lo que contiene,
puesto que en mi interior lo llevo,
viaja siempre conmigo cuando cabalgo,
conmigo duerme cuando descanso,
y en mi tumba será enterrado luego.
Traducción de José Miguel Puerta Vílchez.

Así, mantuvo esta vida de sabio errante hasta el final de sus días, cuando por fin se retira al cortijo familiar de Montíjar, con la única compañía de sus hijos, y donde se dedica a escribir y escribir. Poco se sabe sin embargo de su vida familiar, ya que habla poco de ella en sus obras.

## Obra
Fue un ingente polígrafo cuyas miles de páginas no pueden reducirse a una breve explicación. Escribió obras históricas, como Risāla fī faḍl al-Andalus («Epístola en elogio de al-Ándalus») o Naqt al-ʿarūs («Bordado de la novia»), Ŷamharat ansāb al-ʿarab (conocido como Yamhara, «Linajes árabes») y un importante Al-faṣl fī-l-milal wa-l-ahwāʾ wa-l-niḥal («Historia crítica de las religiones, sectas y escuelas»), en que traza los rasgos de los sistemas filosóficos contrarios a las religiones positivas, incluidas las antiislámicas. Estas obras solo fueron superadas en Occidente en el siglo XIX.[cita requerida]
De carácter didáctico es Falsafat al-ajlāq («Los caracteres y la conducta»), traducida al castellano por Miguel Asín Palacios y de tema polémico teológico es Risālat fī radd ʿalà bni Nagrīla (Polémica teológica con Ibn Nagrella).
Su obra más famosa es Ṭawq al-ḥamāma o El collar de la paloma en la que trata el tema del amor. Fue escrito en Játiva hacia 1023. Se trata de un libro de reflexiones sobre la verdadera esencia del amor, intentando descubrir lo que tiene de común e inmutable a través de los siglos y las civilizaciones de influencia neoplatónica, conocido en la cultura musulmana como "amor udrí", incluyendo detalles autobiográficos y documentales. Constituye también un diwan, o antología poética de tema amoroso, pues está empedrado de composiciones elegantes y refinadas.
Ibn Hazm era un hombre de profundas convicciones religiosas. Este dirigió parte de sus críticas contra la relajación de costumbres en Al-Ándalus, ya que su obra está penetrada por la firme creencia en Dios -Alá en árabe- y en el islam como única religión verdadera, además de considerar que fue esta una de las causas fundamentales de la decadencia del Califato de Córdoba. Dentro de su más profundo pensamiento religioso establece la preeminencia de estas cuatro ciencias: ciencia del Corán, ciencia de las traducciones, ciencia del Derecho y ciencia de la Teología. Esto indica la preeminencia, como entre tanto otros autores de su época, de la religión sobre el pensamiento especulativo. De hecho, llega a reconocer la imposibilidad de conocer la esencia, atributos y naturaleza de Dios, situando, por tanto, la fe por encima de cualquier otra consideración. Su obra más importante en este ámbito fue el Libro de las decisiones sobre las religiones, en la que intenta desentrañar dentro de los diferentes movimientos religiosos cuál es la doctrina islámica verdadera, buscando la más literal y menos alegórica.
También escribió numerosas obras filosóficas. Su pensamiento se basaba en Aristóteles y se esfuerza en distinguir lo verdadero de lo falso, lo que lleva a un sexto sentido o sentido común por el cual se demuestran las verdades. Dichas verdades están en estrecha relación con la fe por lo que un conocimiento cabal de la filosofía puede relacionar a estas verdades con la teología. De este modo, elabora una teología natural acercándose a los postulados de Santo Tomás y desarrollando el tema de la esencia y la existencia, concluyendo que son idénticas solo en Dios, pero con un significado diferente que la doctrina tomista.
Pero quizás su aporte más significativo esté dado por su testimonio acerca del motivo de la actividad del hombre, cuando indica que todo lo que hace el hombre lo hace para evitar la preocupación, para distraerse. ¿Distraerse de qué? De la muerte.[cita requerida]